# 박태원 (축구 선수)
박태원(朴太煥, 1977년 4월 12일 ~ )는 대한민국의 축구 선수이다. 포지션은 공격수이다.

## 클럽 경력

### 전남 드래곤즈
박태원은 1999년 전남 드래곤즈에서 프로 생활을 시작했다. 그러나 2000 시즌 시즌에 한 경기 출장한 게 전부였다.

### 싱가포르
2001년, 박태원은 S리그의 주롱 FC로 이적했다. 그는 데뷔 시즌에 24골을 넣으며 그 해 주롱의 최다 득점자가 되었다. 3년 동안 주롱에서 뛰는 내내 그는 44골을 기록했다.
이후 2004년 베일스티어 칼사 FC에 입단했지만, 1년 만에 우드랜즈 웰링턴에 입단했다. 우드랜즈에서 그는 네 시즌 동안 40골을 기록했다. 그리고 2008년, S리그에서 100골을 기록한 여덟 번째 선수가 되었다.
2009년, 싱가포르 암드 포스 FC로 이적했다.

## 수상

### 싱가포르

#### 우드랜즈 웰링턴
- 리그컵 : 2007